# Chiesa di San Nicola (Amburgo)

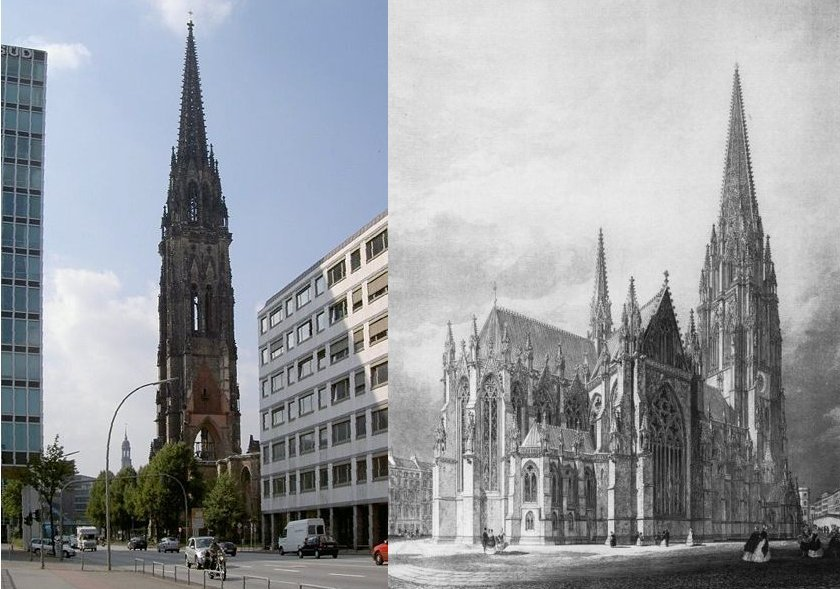
Veduta del campanile ed il progetto della chiesa secondo Sir G.G. Scott.

La chiesa di San Nicola (in tedesco Sankt Nikolai Kirche) era un edificio ottocentesco di Amburgo del quale resta solo il campanile, uno dei più alti del mondo.

## Storia
Venne costruita in stile neogotico secondo i piani dell'inglese George Gilbert Scott, che vennero preferiti a quelli romanico-classicheggianti del prestigioso architetto tedesco Gottfried Semper. Sostituiva la chiesa medievale distrutta nell'incendio di Amburgo del 1842, che aveva raso al suolo parte del centro della città.
Con i suoi 147,3 metri di altezza, tra il 1874 ed il 1876, fu la costruzione più alta al mondo. Tolse infatti il primato alla cattedrale di Strasburgo per poi cederlo alla Cattedrale di Rouen, ampliata proprio in quegli anni.
Durante la seconda guerra mondiale fu semidistrutta dai bombardamenti, sicché della costruzione originale rimane soprattutto la slanciata torre campanaria, che ha oggi valore commemorativo contro la guerra. Si decise infatti di restaurare il campanile, ma di demolire il resto della costruzione, ridotto in pessime condizioni. Negli anni '90 venne costruito un carillon all'interno del campanile. La cripta della chiesa ospita oggi un centro di documentazione.